# 羅戈瓦鄉
44°28′N 22°48′E / 44.467°N 22.800°E
羅戈瓦鄉（羅馬尼亞語：Comuna Rogova, Mehedinți），是羅馬尼亞的鄉份，位於該國西南部，由梅赫丁茨縣負責管轄，面積23平方公里，海拔高度137米，2007年人口1,456，人口密度每平方公里63人。